# Туркін Валентин Костянтинович
Туркін Валентин Костянтинович — радянський російський сценарист, теоретик кіно.

## З життєпису
Народ. 14 лютого 1887 р. в м. Новочеркаську. Закінчив юридичний факультет Московського університету (1912). Завідував сценарним відділом журналів «Пегас» і «Вестник кинематографии», працював 1918 р. в «Киногазете». В 1921–1923 рр. був ректором Державного інституту кінематографії, де потім завідував кафедрою кінодраматургії. Помер 10 січня 1958 р. в Москві.
Автор багатьох сценаріїв до фільмів: «Венеціанська панчоха» (1915), «Долина сліз» (1924), «Закрійник з Торжка» (1925), «Ех, яблучко, куди котишся?» (1926), «Дівчина з коробкою» (1927), «Гаррі займається політикою» (1933) та ін., а також сценарію українського фільму «Той не злодій, хто не спійманий» (1923). Фільми «Закрійник із Торжка» (1925) та «Дівчина з коробкою» (1927) стали класикою радянського комедійного кіно.